# Стенман, Митчел
Митчел Стенман (нидерл.  Mitchel Steenman, род. 17 июня 1984) — голландский спортсмен, гребец, призёр чемпионата Европы и кубка мира по академической гребле. Участник Летних Олимпийских игр 2012, 2016 годов.

## Биография
Митчел Стенман родился 17 июня 1984 года в городе Дирксланд, провинция Южная Голландия. С детства занимался разными видами спорта включая катание на коньках. Греблей стал заниматься с 1994 года, а профессиональную карьеру гребца начал с 2001 года.
Первые соревнования международного уровня, на которых Стенман принял участие был юношеский чемпионат мира по академической гребле 2001 года в Дуйсбурге (2001 WORLD ROWING JUNIOR CHAMPIONSHIPS). В финальном заплыве двоек без рулевого (JM2-) с результатом 07:10.890 его пара заняла лишь 6 место.
Первая медаль на чемпионате мира по академической гребле была добыта в 2009 года в Познане Стенман выступал в составе восьмерки. Голландские гребцы заняли третье место (5:28.32) уступив командам из Канады (5:27.15 — 2е место) и Германии (5:24.13 — 1е место).
Первую золотую медаль Стенман выиграл на чемпионате Европы по академической гребле 2012 года, что проходил в Варесе, Италия. С результатом 06:28.00 в заплыве двоек без рулевого голландская пара Митчелл Стинман-Рогир Блинк заняли первое место, обогнав соперников из Испании (06:29.17 — 2-е место) и Сербии (06:31.50 — 3-е место).
На чемпионате Европы по академической гребле 2016 года в Бранденбурге он заработал бронзовую медаль в свой актив. Третье место с результатом 7.06,780 заняла голландская двойка без рулевого (Митчелл Стинман-Роэль Брасс). Второе и первое место досталось соперникам из Великобритании (7.06,280 — 2е место) и Венгрии (7.05,700 — 1е место).
Во время Летних Олимпийских играх 2016 в Рио-де-Жанейро Стинман выступал в категории двойка распашная без рулевого. С результатом 7:01.88 голландская пара гребцов заняла восьмое место в финальном зачете и прекратила борьбу за медали соревнования.